# Gand (Fluss)
Der Gand ist ein Fluss in Frankreich, der im Département Loire in der Region Auvergne-Rhône-Alpes verläuft. Er entspringt im Gemeindegebiet von Violay, entwässert generell in nordwestlicher Richtung und mündet nach rund 28 Kilometern bei L’Hôpital-sur-Rhins, im Gemeindegebiet von Saint-Cyr-de-Favières, als linker Nebenfluss in den Rhins.

## Orte am Fluss
(Reihenfolge in Fließrichtung)
- Sainte-Colombe-sur-Gand
- Saint-Just-la-Pendue
- Croizet-sur-Gand
- Saint-Symphorien-de-Lay
- Neaux